# Ahsiket
Ahsiket  är en forntida stad i Namangan i Uzbekistan Staden, grundades mellan 300- och 200-talet f.Kr. och förstördes av mongolerna på 1200-talet. Stadsområdet omfattar drygt 25 hektar och består av ett citadell (shakhristan), själva staden och en rabad (förstad).

## Världsarvsstatus
Den 18 januari 2008 sattes Ahsiket upp på Uzbekistans tentativa världsarvslista.